# Iglesia de Nuestra Señora de la Asunción (Alcantarilla)
La Iglesia Parroquial de Nuestra Señora de la Asunción de la localidad de Alcantarilla (provincia de Murcia, España) es un templo católico de estilo neobarroco, construido a mediados del siglo XX.
El alcalde Don Fulgencio Pérez Almagro proporciona en 1951, licencia para iniciar la construcción de la iglesia que fue concebida por Pedro Pérez García como una basílica romana, muy similar a la de San Pablo en las afueras de Roma. El templo, fue elaborado sobre los planos del aparejador Baguena y está dedicado a la Asunción de la Virgen, por haber declarado el Papa Pío XII el Dogma de la Asunción de María a los Cielos en el año 1951.

## Descripción
La fachada principal está dotada de tres puertas con arcos de medio punto. La principal flanqueada por dos columnas, coronadas por un frontón partido, con el símbolo del ánfora con azucenas, emblema de la Catedral de Murcia y su cabildo. Más arriba cuatro ventanas de pequeñas dimensiones juntas en arco de medio punto, y flanqueadas por el símbolo de la azucena. Un pequeño rosetón y un frontón con numerosas curvas coronadas por el lema “Ave María”, y una gran cruz. 
Posee un techo recto y tres naves, separadas por columnas de mármol, con capiteles dorados. La mayor muy superior en amplitud a las laterales, y techo decorado con cuadrados y rosetones en estuco de oro e imitación al mármol, con frescos de la escuela valenciana, siguiendo el estilo de los siglos XVII y XVIII, representando escenas de la Virgen María.
El crucero acaba en un presbiterio y un Altar Mayor cóncavo, con decoración barroca predominando el oro y mármol, y un fresco con la escena de la Asunción de la Virgen. En el Altar Mayor se hallan varias esculturas, como la de Nuestra Señora de la Asunción y San José Obrero, de la escuela valenciana, y un  San Pancracio, obra de Fernando Ortuño. A la entrada se encuentra la escultura del Santísimo Cristo de la Buena Muerte, talla del escultor José Noguera de Espinardo. En los paneles laterales de las dos naves menores, encontramos un Viacrucis, realizado en mosaico vitral por el artista de Espinardo, Antonio Hernández Carpe.